# Micralarctia punctulata
Micralarctia punctulata är en fjärilsart som beskrevs av Hans Daniel Johan Wallengren 1860. Micralarctia punctulata ingår i släktet Micralarctia och familjen björnspinnare. Inga underarter finns listade i Catalogue of Life.